# Fourth Wing
Fourth Wing è un romanzo fantasy-romance del 2023 della scrittrice americana Rebecca Yarros. È il primo libro della serie Empyrean e in Italia è stato pubblicato il 7 novembre 2023 da Sperling & Kupfer.
Pubblicato in originale il 2 maggio 2023, il romanzo ha ottenuto un successo virale sulla community di lettori del BookTok nella piattaforma social TikTok, che lo ha spinto a raggiungere la prima posizione nella classifica dei bestseller del The New York Times.

## Trama
Ambientato all'Accademia militare di Basgiath nel Paese immaginario di Navarra, il romanzo segue le avventure della ventenne Violet Sorrengail. Dopo essere stata addestrata tutta la sua vita per fare parte degli Scribi, i membri dell'Accademia responsabili della documentazione storica, si aspetta di entrare nel Quadrante degli Scribi della scuola. Tuttavia, sua madre, una generale e la comandante dell'Accademia, la costringe invece ad entrare nel mortale Quadrante dei Cavalieri di draghi, nonostante il suo corpo piccolo e fragile.
Entrata nella Quarta Ala del Quadrante dei Cavalieri, Violet deve sopravvivere a una serie di prove sempre più pericolose, tra cui il dover creare un legame con un drago e l'addestramento per diventare un guerriero in prima linea nella guerra in corso a Navarra. Il ruolo di sua madre e la sua apparenza fragile la fanno diventare presto un bersaglio, in particolare con Jack Barlowe, un sadico compagno di primo anno intento a uccidere tutti i Cavalieri che ritiene deboli, e Xaden Riorson, il capo di terzo anno dell'Ala di Violet, il cui defunto padre guidò una ribellione contro Navarra, e fu ucciso proprio dalla madre di Violet.

## Personaggi

### Personaggi principali
- Violet Sorrengail: la protagonista e la narratrice in prima persona della storia. Più piccola degli altri Cavalieri e fisicamente debole, si unisce al Quadrante dei Cavalieri solo su richiesta di sua madre, il generale Lilith Sorrengail. Viene assegnata alla Quarta Ala e prova dei sentimenti per Xaden, nonostante la rivalità. Attraverso il suo legame con il drago Tairn può evocare dei fulmini, mentre grazie ad Andarna può fermare il tempo per alcuni secondi.

- Xaden Riorson: il capo della Quarta Ala che, attraverso il suo legame con il drago Sgaeyl, ha la capacità di controllare le ombre. È il figlio di Fen Riorson, un leader della ribellione ucciso dalla madre della protagonista, e prova una sempre più crescente attrazione per Violet, nonostante la rivalità.

- Dain Aetos: il migliore amico d'infanzia di Violet e il figlio del colonnello Aetos. Cavaliere del secondo anno, è uno dei capi squadra della Quarta Ala. Attraverso il suo legame con il drago Cath, può leggere i ricordi toccando un'altra persona.

- Rhiannon Matthias: un membro del primo anno del Quadrante dei Cavalieri assegnato alla Quarta Ala. Diventa la migliore amica di Violet.

- Ridoc Gamlyn: un membro del primo anno del Quadrante dei Cavalieri assegnato alla Quarta Ala. Diventa un buon amico di Violet e Rhiannon.

- Jack Barlowe: un violento Cavaliere del primo anno che viene assegnato alla Quarta Ala e che ha l'intento di uccidere Violet.

- Mira Sorrengail: la sorella maggiore di Violet, già laureata all'Accademia militare di Basgiath. Si oppone fermamente alla decisione di sua madre di forzare Violet ad entrare nel Quadrante dei Cavalieri.

- Liam Mairi: un Cavaliere del primo anno cresciuto con Xaden dopo che i loro genitori furono uccisi per aver guidato la ribellione. Diventa grandissimo amico di Violet.

### Draghi
- Tairn: un drago codamazzaferrata nero, tra i più intelligenti e rari, che risplende di poteri legati al controllo dei tuoni. È il drago di Violet ed è il compagno di Sgaeyl.
- Andarna: un drago codapiuma dorato piccolo e speciale, che risplende di poteri legati al controllo del tempo. È il secondo drago di Violet.
- Sgaeyl: un drago codapugnale blu che risplende di poteri legati al controllo delle ombre. È il drago di Xaden ed è la compagna Tairn.
- Cath: un drago codaspada rosso affidabile e potente che risplende di poteri legati ai ricordi. È il drago di Dain.
- Feirge: un drago codapugnale verde che risplende di poteri legati all'evocazione. È il drago di Rhiannon.
- Aotrom: un drago codaspada rosso che risplende di poteri legati al ghiaccio. È il drago di Ridoc.
- Teine: un drago codapugnale verde che risplende di poteri legati all'estensione degli oggetti. È il drago di Mira.
- Deigh: un drago codapugnale rosso eccezionale ed equilibrato, che risplende di poteri legati alla vista a lungo raggio. È il drago di Liam.

## Tematiche
La protagonista del romanzo, Violet, mostra molti sintomi ed esperienze parallele a quelle con la sindrome di Ehlers-Danlos, tra cui dolori articolari e ipermobilità, nonché l'ingrigimento dei capelli. La condizione non è specificatamente nominata nel romanzo, ma Rebecca Yarros ha confermato che Violet ha canonicamente la sindrome. L'autrice ha la stessa sindrome e usa il libro per aggiungere più rappresentazione della malattia.

## Accoglienza
Il libro ha avuto un'accoglienza critica prevalentemente positiva. Publishers Weekly ha dato al libro una recensione lodevole, apprezzando il worldbuilding, i personaggi e "l'estetica del sexy dark academia". Alana Joli Abbott, in una recensione per Paste, ha elogiato l'uso originale di trope già utilizzati e lo ha paragonato favorevolmente a serie fantasy come Blood Trials di N.E. Davenport e La corte di rose e spine di Sarah J. Maas.
Fourth Wing è diventato un fenomeno virale sul BookTok, dove gli hashtag "#FourthWing" e "#RebeccaYarros" hanno avuto più di un miliardo di visualizzazioni insieme. La sua popolarità lo ha portato a raggiungere il primo posto nella classifica dei bestseller di Amazon e del The New York Times, dove è rimasto per 18 settimane. È stato accreditato per aver contribuito a diffondere il genere "romantasy", che fonde elementi del romance al genere fantasy.
Kimberly Terasaki di The Mary Sue ha scritto di un fenomeno all'interno del fandom di ritrarre Xaden, l'interesse amoroso primario della protagonista, come bianco nelle fan art nonostante il fatto che sia descritto come dalla pelle scura nel libro. Yarros ha anche commentato il fenomeno e ha affermato che il personaggio non è destinato ad essere bianco.
Il seguito del romanzo, Iron Flame, è stato pubblicato il 7 novembre 2023 e il 30 gennaio 2024 in Italia. Mentre il terzo romanzo della pentalogia è stato distribuito in contemporanea mondiale il 21 gennaio 2025, ma nessuna data è stata ancora annunciata per gli ultimi due libri.

## Adattamento televisivo
Nell'ottobre 2023, Variety ha riportato che un adattamento televisivo della serie era in lavorazione presso gli Amazon MGM Studios. È stato anche rivelato che Amazon e Outlier Society avevano acquisito i diritti di tutti i libri della serie, così come che Rebecca Yarros e Liz Pelletier sarebbero state le produttrici esecutive della serie.

## Edizioni
- (EN) Rebecca Yarros, Fourth Wing, Red Tower Books, 2023.
- Rebecca Yarros, Fourth Wing, traduzione di Marta Lanfranco, Sperling & Kupfer, 2023.